# Провлак
Провлак е тясна ивица земя, заобиколена от двете страни от вода, която съединява две по-големи части от сушата или два континента. Провлакът е противоположност на протока. За разлика от протоците обаче, които са многобройни, провлаците, както са определени от хората, са само няколко на брой.

## Название
Думата провлак на български език напомня на нещо тясно, което е провлечено между две по-големи неща. На другите славянски езици се използва или подобна дума (на хърватски prevlaka) или дума, която се свързва с шия: на руски (перешеек). На повечето западноевропейски езици се използват думи, призводни от названието на най-стария определен от хората провлак – Коринтския. Неговото частно име Isthmus е прието без изменения на английски и немски език и е адаптирано към френския, испанския и италианския.

## Видове

### Според значението си:
- между континенти, тоест със световно значение;
- между континенти и полуострови, тоест с регионално значение;
- провлаци, които отделят море от езеро или между езера;

### Според начина на образуване:
- Смята се, че Панамският провлак е образуван от вулканична дейност – редица вулкани са образували острови, които постепенно са се съединили.[2]
- Суецкият провлак е резултат от тектонските движения – Червено море на юг е част от голям разлом (грабен), образуван през последните 60 млн. години,[3] който отделя Африка от Азия, но в северната си част разломът продължава в посока на Мъртво море и неговата депресия, оставяйки тясна връзка между континентите.
- Съществуват малки пясъчни провлаци, образувани от наносите в моретата – те представляват пясъчни коси, които свързват континент с малък остров наблизо. Такъв провлак се нарича томболо.[4]

## Провлаците по света
- Суецки – между Азия и Африка (ширина 125 км)
- Панамски – между Централна и Южна Америка (ширина 48 км);
- Теуантепек – между Северна и Централна Америка (200 км);
- Кра – между полуостров Индокитай и Малакския полуостров (44 км);
- Корейски – между полуостров Корея и Азия (160 км);
- Коринтски – между Европа и полуостров Пелопонес (6,3 км);
- Карелски – отделя Ладожкото езеро и Финския залив (55 км);
- Перекоп – между Кримския полуостров и Европа (5 км);
- Катандзаро – между северната и южната част на Калабрия (Италия);
- Ривас – отделя езерото Никарагуа от Тихия океан.[5]

По света са известни много други провлаци, но те са с микрогеографско значение. Такъв е провлакът в Несебър, който свързва стария град с континента.

## Значение
Провлаците са удобни за придвижване на сухопътни превозни средства и пеша. През праисторическо време образуването им е давало възможност на животни и хора да се придвижват от един на друг континент. Така например хората от вида Хомо Еректус са преминали от Африка в Азия през Суецкия провлак. Образуването на Панамския провлак е позволило на големи хищници от Северна Америка да преминат в Южна и да променят значително фауната ѝ.
От друга страна, провлаците са пречка за корабоплаването. Заради тях се е налагало дълго и тежко заобикаляне на Африка и Южна Америка. Ето защо през много провлаци са прокопани канали – Панамският (1914), Суецкият (1869), Коринтският (1893) – които спестяват време и гориво.